# دام‌واوده
دامولد (به هلندی: Damwoude) یک منطقهٔ مسکونی در هلند است که در دانتومادیل واقع شده‌است. دامولد ۵٬۶۳۰ نفر جمعیت دارد.